# Роджер, Майк
Майкл (Майк) Джон Роджер (англ. Michael "Mike" John Rodger; род. 25 января 1965, Кеймбридж (Новая Зеландия), Уаикато) — новозеландский гребец, выступавший за сборную Новой Зеландии по академической гребле в 1988—1996 годах. Серебряный призёр чемпионата мира, участник летних Олимпийских игр в Атланте.

## Биография
Майк Роджер родился 25 января 1965 года в Кеймбридже, Новая Зеландия.
Впервые заявил о себе в гребле на международной арене в сезоне 1988 года, когда вошёл в состав новозеландской национальной сборной и выступил на чемпионате мира в Милане, где стал пятым в восьмёрках лёгкого веса.
На чемпионате мира 1990 года в Тасмании показал в лёгких восьмёрках седьмой результат.
В 1992 году на мировом первенстве в Монреале финишировал в лёгких парных двойках четвёртым.
В 1993 году на чемпионате мира в Рачице был в той же дисциплине пятым.
На мировом первенстве 1994 года в Индианаполисе вместе с напарником Робом Хэмиллом завоевал в программе парных двоек лёгкого веса серебряную медаль, уступив в решающем финальном заезде только итальянскому экипажу Микеланджело Криспи и Франческо Эспозито.
На следующем чемпионате мира 1995 года в Тампере попасть в число призёров не смог, занял в распашных безрульных четвёрках лёгкого веса 18 место.
Благодаря череде удачных выступлений удостоился права защищать честь страны на летних Олимпийских играх 1996 года в Атланте. Однако здесь они с Робом Хэмиллом остановились уже в предварительных квалификационных заездах. Помимо этого, Роджер также выступил на мировом первенстве в Глазго, где стал седьмым в зачёте лёгких парных четвёрок